# محمد زاهد بن عمر
محمد زاهد بن عمر بن زاهد  (1859 - 8 مارس 1929) (1275 - 27 رمضان 1347) عالم مسلم ومدرس ديني حجازي. ولد في المدينة ونشأ بها. درس أولًا على والديه فحفظ القرآن وجوّده فبرع فيه وأصبح حافظًا وقارئًا مشهورًا. ثم اتجه إلى المسجد النبوي فتلقی فيها دروسه على جملة من العلماء منهم يحيى دفتردار وعبد القادر الطرابلسي وعمر بري الأول وعبد الجليل برادة و حسن الأسكوبي وإبنه إبراهيم وأجازه شيوخه بالتدريس. فأصبح مرجعًا دينيًا سلفي العقيدة، حنفي المذهب، واسع الاطلاع. تصدر للتدريس بالمسجد النبوي وبعد سنوات عيّن إمامًا وخطيبًا فيها. فهو من ضمن الذين سجنوا في قلعة الطائف في العهد العثماني سنة 1907. استشاره الشريف الحسين بن علي في موضوع الخلافة، فأخبره أنه لم يتأهل لها بعد. وبعده خرج من المدينة إلى موريس بأفريقيا عام 1917 ومكث بها سنوات وقد عمل كثيرًا على نشر العلوم الدينية الإسلامية هناك. رجع إلى وطنه وتوفي بها. 

## سيرته
هو محمد زاهد بن عمر بن زاهد بن إسماعيل بن محمد بن عبد الله زاهد. ولد في المدينة عام 1275 هـ/ 1859 م في عائلة مسلمة عريقة فوالده الخطيب عمر زاهد (1263 - 1318 هـ) ( 1847 - 1901 م) أحمد علماء الحجاز والمدرس بالمسجد النبوي. نشأ محمد زاهد محاطًا بالعلماء فنبع منذ صغره فبدأ بحفظ القرآن على يد الشيخ النملة، وكانت تراجعه له والدته الحافظة فاطمة البوسنوية وجدته أيضًا ميمونة الخطيب من أشهر بيوت العلوم في دمشق. فحفظ محمد زاهد القرآن وجوّده فبرع فيه وأصبح حافظًا مشهورًا. 

### تعليمه في المسجد النبوي
وبعذ ذلك اتجه إلى المسجد النبوي فتلقی أولا على يد والده ثم التحق بحلقة عمه أخا والده من أمه يحيى دفتردار فدرس عليه بعض العلوم الفقهية والأحكام الشرعية. وبعده بحقلة عبد القادر الطرابلسي وقرأ عليه كثيرًا من العلوم، وعمر بري الأول ودرس عليه بعض العلوم العربية والدينية كالتفسير والحديث وعلم المنطق. وبعد ذلك التحق بحلقة الأديب عبد الجليل برادة ودرس على يديه كتب الأدبية والدينية مثل الكامل في اللغة والأدب للمبرد وأدب الكاتب لابن قتيبة وآداب القالي وديوان الحماسة وديوان المتنبي ومقامات الحريري وتتلمذ عليه في العلوم الأدبية. ثم درس على يديه الحديث والفقه الحنفي وعلوم اللغة العربية. 

وبعده درس على حسن الأسكوبي وقرأ عليه الكامل للمبرد مرة ثانية بحواشي الطليوسي وحواشي ابن الحاج ومجمع الأمثال للميداني والمقامات الحريري بشرح المسعودي وديوان أبي تمام ودرس عليه علم الفلك. ودرس أيضًا على إبراهيم بن حسن الأسكوبي الفقه والحديث والتفسير والمنطق والأدب والهيئة . وانصرف محمد زاهد يتزود بزاد العلوم ولا يقف عند حد معين فجد واجتهد فكان قوي الحافظة، سريع الفهم، أثيرًا عند شيوخه، سلفي العقيدة، حنفي المذهب، واسع الاطلاع، فأصبح مرجعًا لطالب العلم، وأجازه شيوخه بالتدريس. 

### تدريسه بالمسجد النبوي
تصدر للتدريس بالمسجد النبوي وأصبح من علماء المسجد، فالتف الطلاب حوله وآثروه على غيره فكانت حلقته من أكبر الحلقات في دروس العربية والدينية‌، وكان يجيد علم المنطق وأصول القرأءات ويجيد التفسير والحديث وأصول الفقه. ومن تلاميذه : عمر بري ومصطفى خليفة وعلي عبد القادر حافظ وعثمان عبد القادر حافظ وسالم خليفة وحسن جياد. 

وقد توارث محمد زاهد مهنة الإمامة والخطابة من آبائه وأجداده، فعندما تفرس فيه خطباء المسجد النبوي الفصاحة عيّن بأمر من شيخ الأئمة والخطباء إمامًا وخطيبًا.

### إقامته في موريشيوس
فهو من ضمن الذين سجنوا في قلعة الطائف في العهد العثماني سنة 1325 هـ/ 1907 م. استشاره الشريف الحسين بن علي في موضوع الخلافة، فأخبره أنه لم يتأهل لها بعد. وبعده خرج من المدينة إلى موريشوس بأفريقيا عام 1335 هـ/ 1917 م ومكث بها سنوات وقد عمل كثيرًا على نشر العلوم الدينية الإسلامية هناك، وقد عاد إلى وطنه في الحكم السعودي، وعنما استقر في مسقط رأسه جاءه وفد من موريس يطلبوه ليعود معهم فاعتذر محمد زاهد. 

وفي عام 1343 هـ/ 1925 م وبعد استقرار الحكم السعودي على الحجاز، حاول عبد العزيز آل سعود أن يعينه قاضيًا للمدينة فاعتذر عن ذلك بحجة المرض، وبقي يدرس في منزله. وكان يختم القرآن كل ليلة من ليالي رمضان في أيام تقاعده عن التدريس . 

## حياته الشخصية
تزوج وله من الأبناء مصطفى وعبد الله وإبراهيم. لقد جمع محمد زاهد مكتبة قيمة وفيها نوادر الكتب والمخطوطات التي كتبها بيده وعلق عليها وشرحها بأسلوبه . ولقد كانت موجودة عند حفيده زاهد مصطفى زاهد. 

## وفاته
توفي محمد زاهد بن عمر في 27 رمضان 1347 هـ/ 8 مارس 1929 عن عمر يناهز الثالثة والسبعين.